# Giuseppe Valadier
Giuseppe Valadier (Roma, 14 d'abril de 1762 - Roma, 1 de febrer de 1839) va ser un arquitecte, urbanista, arqueòleg i orfebre italià. Va ser al costat de Giovanni Battista Piranesi el màxim exponent del neoclassicisme a la ciutat de Roma. La seva obra més important va ser el remodelatge de la Piazza del Popolo.

## Biografia
Fill d'un orfebre, Giuseppe Valadier es va interessar per l'arquitectura des de molt jove. Amb tan sols tretze anys va guanyar el primer premi de segona classe al concurs Clementino atorgat per l'Accademia di San Luca el 1775.
Valadier va treballar principalment a Roma i en els Estats Pontificis, però la majoria dels seus treballs es van quedar en projectes. Va ser nomenat architetto camerale dels Estats pontificis per Pius VI el 1786. Va ensenyar a l'Accademia di San Luca i va ser un dels primers arquitectes que es va interessar per l'arqueologia i la restauració.

## Obres
La seva obra més important, la Piazza del Popolo es va construir entre 1809 i 1812 durant l'etapa napoleònica. Van cobrar importància la seva intervenció a les vies Babuí, Corso i Ripetta, amb les seves esglésies bessones i va projectar la Porta del Popolo entre edificacions noves i l'església de Santa Maria del Popolo. D'un costat es crea una perspectiva de terrasses que pugen fins al Pincio que recorden els jardins pintorescs anglesos.
Als jardins del Pincio, va edificar també la Casina Valadier el 1807, que recorda a Palladio i l'arquitectura rural.
També recorden a Palladio l'església de San Rocco a Roma i la reforma de la catedral d'Urbino (1789), realitzada després del terratrèmol de 1789. A tots dos edificis se realitzan amb façana de temples clàssics, de forma similar a les esglésies palladianas.
Respecte a la restauració, la seva obra més important és la restauració de l'Arc de Titus a Roma l'any 1819. També va restaurar el Ponte Milvio el 1805.
La majoria de les seves obres i projectes es van publicar en:
- Raccolta di diverse invenzione (1796)
- Progetti architettonici (1807)
- Opere di Architettura (1833)

## Anàlisi
Encara que el sistema de composició durant l'època del Renaixement i del Barroc consistia en una cohesió i unitat de les parts que conformaven l'edificació, l'arribada del Neoclassicisme implica la juxtaposició de les parts, mantenint l'autonomia de cada una de les peces i evitant la jerarquia.
Giovanni Battista Piranesi és el primer que suposa aquesta situació pel mig dels seus gravats, però no és fins a l'arribada de Valadier, quan això es fa notablement visible. Aquesta situació de cossos contrastats per la seva autonomia també es pot apreciar a l'obra de Étienne-Louis Boullée o de Juan de Villanueva.

## Galeria

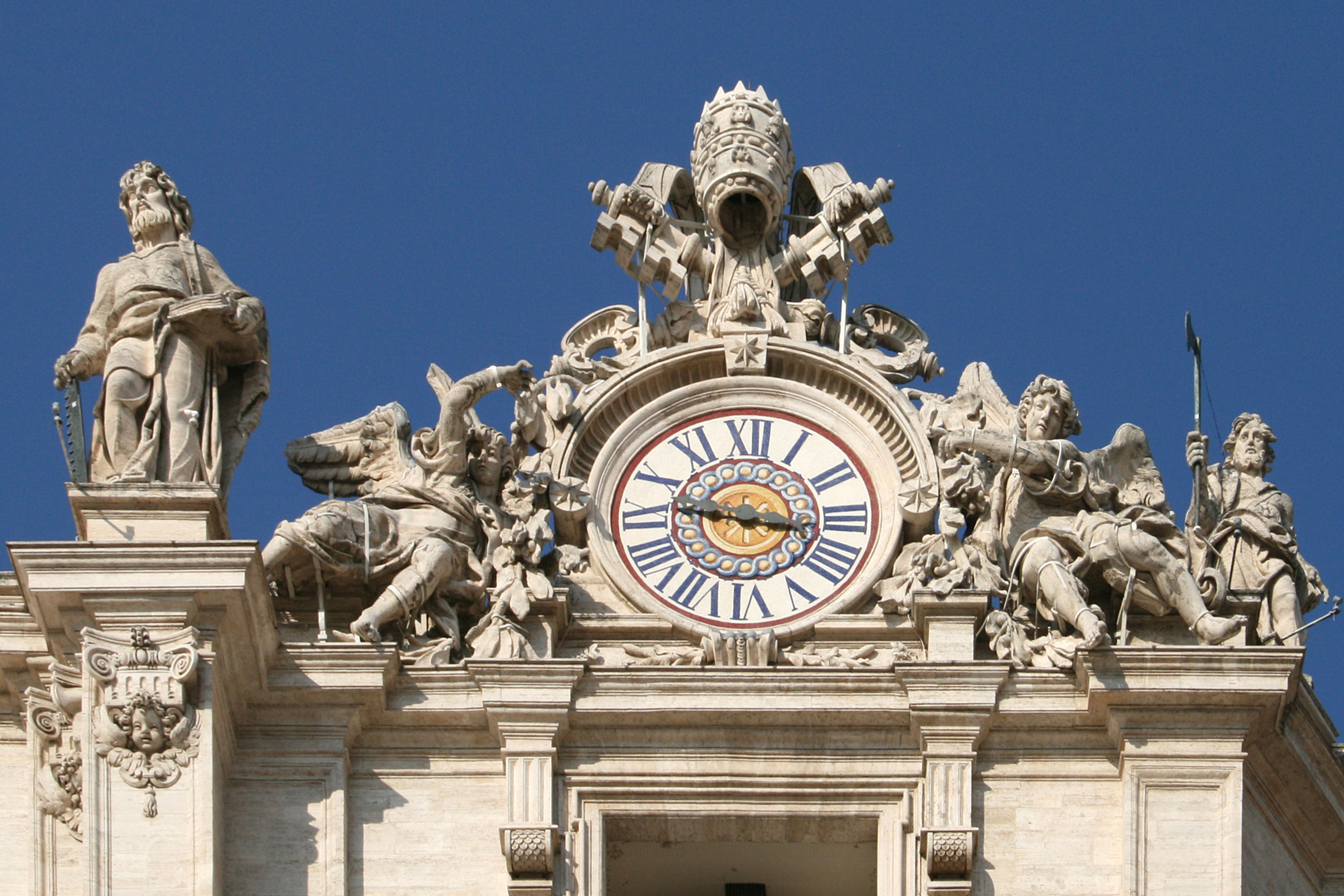
Rellotge de la façana a la Basílica de Sant Pere
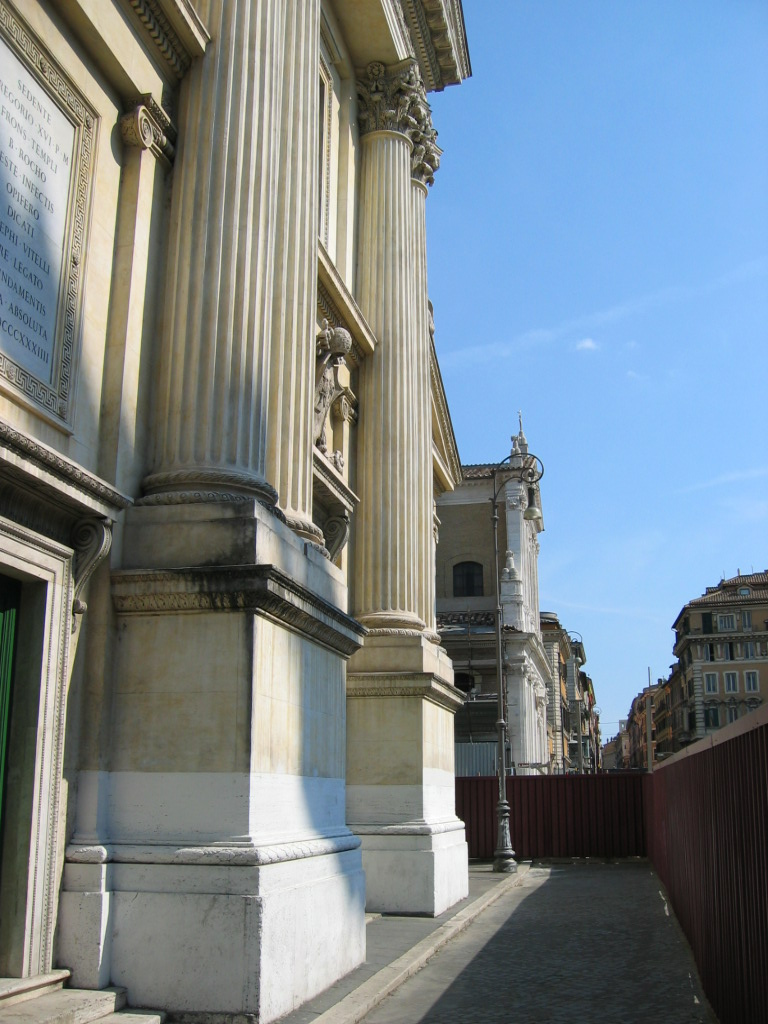
Façana de San Rocco a Roma
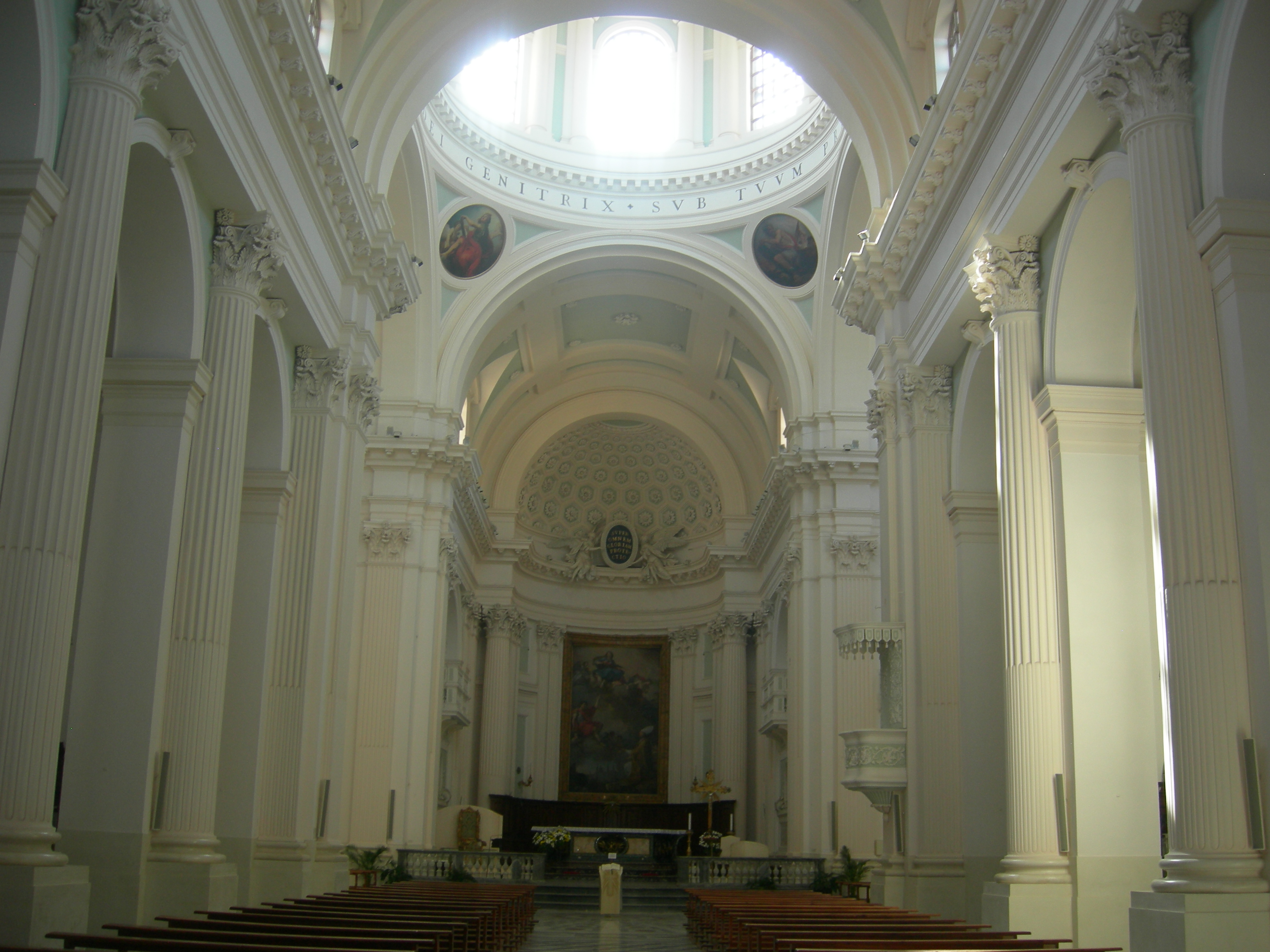
Interior de la Catedral d'Urbino